# Панделеимон
Панделеимон или Стари Панделеимон (грч. Παντελεήμων) је насељено место у општини Дион-Олимп у периферији Средишња Македонија, Грчка. Према попису из 2021. године било је 40 становника.
Насеље је 1913. године имало 910 житеља Грка. Шездесетих година подигнуто је насеље Нови Панделеимон где се већина мештана Панделеимона преселила. На попису из 1971. године Панделеимон је имао 77 становника.